# Nürnberg (cruzador)
O Nürnberg foi um cruzador rápido operado pelo Kriegsmarine e a segunda e última embarcação da Classe Leipzig, depois do Leipzig. Sua construção começou em novembro de 1933 na Deutsche Werke em Kiel e foi lançado ao mar em dezembro 1934, sendo comissionado na frota alemã em novembro do ano seguinte. Era armado com uma bateria principal composta por nove canhões de 149 milímetros montados em três torres de artilharia triplas, tinha um deslocamento carregado de nove mil toneladas e alcançava uma velocidade máxima de 32 nós.
O Nürnberg participou de patrulhas de não-intervenção durante a Guerra Civil Espanhola no final da década de 1930, todas sem incidentes. Com o início da Segunda Guerra Mundial em setembro de 1939, o cruzador participou de ações no Mar do Norte até ser torpedeado por um submarino britânico em dezembro. Foi reparado e passou a maior parte do conflito atuando como navio de treinamento no Mar Báltico, com exceção de um curto período em que serviu na Noruega entre novembro de 1942 e abril de 1943. Participou de uma única operação em Skagerrak em 1945.
A embarcação foi tomada pela Marinha Real Britânica em maio de 1945, depois do fim da guerra, e entregue para a Frota Naval Militar Soviética em dezembro como reparação de guerra. Foi para Tallinn em janeiro de 1946 e renomeado para Admiral Makarov. Inicialmente serviu como a capitânia da 8ª Frota soviética, mas no início da década de 1950 foi colocado para servir como navio de treinamento com base em Kronstadt. Foi tirado de serviço por volta de maio de 1959 e desmontado, tendo sido a única grande embarcação alemã a ter uma carreira ativa no pós-guerra.